# Mantane
Mantane ist ein osttimoresisches Dorf im Suco Fahiria (Verwaltungsamt Aileu, Gemeinde Aileu).

## Geographie
Mantane liegt im äußersten Südwesten der Aldeia Sarin. Es befindet sich abgetrennt vom restlichen Gebiet Sarins durch den vom Westen kommenden Manolane im Norden, der mit dem vom Norden kommenden Mumdonihun den Monofonihun bildet, der zunächst östlich von Mantane nach Süden fließt und dann nach Osten abschwenkt. Alle diese Flüsse gehören zum System des Nördlichen Laclós. Reisfelder prägen das Südufer des Manolane bei Mantane. Auch das Ufer nördlich gehört zur Aldeia Sarin, ist aber dichter besiedelt. Beide Seiten sind mit einer Bogenbrücke verbunden, über welche die Überlandstraße von Aileu nach Ainaro führt. Sie schwenkt in Mantane nach Westen zum Dorf Raifusa im Suco Lausi. Südlich grenzen direkt an Matane die Orte Raelete und Dailor im Suco Bandudato.
In Mantane steht die einzige Grundschule der Aldeia Sarin.